# Nøgen kvinde tilbagelænet
Nøgen kvinde tilbagelænet (fransk: Femme nue couchée) er et oliemaleri fra 1862 af den franske maler Gustave Courbet. Billedet forestiller en ung mørkhåret kvinde liggende på en sofa, kun iført sko og strømper. Bag hende ses delvist fratrukne røde gardiner og en overskyet himmel gennem et lukket vindue. Billedet er sandsynligvis påvirket af Goyas La maja desnuda.
Det tilhørte oprindeligt Alexandre Berthier og senere Marcell Nemes.
I 1913 blev det købt af den ungarske kunstsamler Ferenc Hatvany. Under Anden verdenskrig plyndrede Sovjetiske tropper Hatvanys kunstsamling med Nøgen kvinde tilbagelænet ved indtagelsen af Budapest i 1945. Efter at have været observeret hæftet til presenningen på et sovjetisk militærkøretøj på Budas slotsbakke, syntes maleriet at være sporløst forsvundet.
55 år senere blev Nøgen kvinde tilbagelænet pludseligt udbudt til salg, først til Budapest Kunstmuseum i 2000 og så i 2003 til Commission for Art Recovery (CAR) af en slovakisk mand, der hævdede at være antikvitetshandler, men snarere forekom at være involveret i slovakiske organiseret kriminalitet. Forhandleren fremviste en erklæring, om, at maleriet blev givet af sovjetiske soldater til en læge fra en landsby nær Bratislava til gengæld for lægens behandling af en såret soldat. CAR fandt erklæringen troværdig og efter en undersøgelse af billedets krakelering blev det fastslået at maleriet var Gustave Courbets.
Efter fem års forhandlinger, Interpol involvering og diplomatisk tovtrækkeri mellem USA og den slovakiske regering lykkedes det CAR at erhverve maleriet til Hatvanys arvinger mod  300.000 US dollars. I 2007 kunne Nøgen kvinde tilbagelænet for første gang siden 1930'erne fremvises for offentligheden, i en udstilling på Grand Palais i Paris.